# Hans Tauber (Heimatforscher)
Hans Tauber, mit vollem Namen Johann Hermann Tauber (* 19. Dezember 1848 in Wien; † 16. Dezember 1913 in Graz), war ein österreichischer Jurist,  Heimatforscher und Landschaftsmaler. Er wird als Heimatforscher der ersten Generation in der Steiermark beschrieben. Einige der ersten archäologischen Informationen über Hügelgräber aus der Zeit der norisch-pannonischen Besiedlung der Weststeiermark sind auf ihn zurückzuführen. Die von ihm gemachten Funde wurden im Allgemeinen dem steirischen Landesmuseum Joanneum übergeben.

Hauptplatz von Stainz, gemalt von Hans Tauber 1886

## Leben
Hans Tauber war das erste von fünf Kindern des Samuel Tauber (1822–1879) und der Luise, geb. Edle von Hö(h)nigsberg. Sein Vater war Kaufmann, Börsesensal und Mitarbeiter seines Schwiegervaters im k.k Tabakmonopol. Die Mutter Luise war Schwester des Benedikt von Hönigsberg, Kurarzt in Bad Gastein und königl. preußischer Sanitätsrat. Diese Familie war verwandt mit Israel Hönig von Hönigsberg. Von 1867 bis 1871 studierte er Jus an der Universität Wien, danach in Graz, wo er zum katholischen Glauben übertrat und am 26. Jänner 1877 zum Dr. juris promoviert wurde. Parallel zum Studium besuchte er Kurse an der Kunstakademie in Wien. Schon während seines Studiums hatte er Kontakt mit dem Stainzer Arzt Dr. Carl Julius Machan. Am 15. April 1884 heiratete er Anna Amalia Leopold, eine Tochter des Stainzer Cafetiers Georg Leopold und der Anna Rohrbacher, Müllerstochter aus Stainz. Seine Töchter Marianne (Maria Anna Aloisia) und Margarete (Margareta Dorothea Charlotte) wurden 1887 und 1898 geboren. Zunächst war er Gerichtsadjunkt am Bezirksgericht Stainz. 1895 war er Untersuchungsrichter, 1898 Gerichtsadjunkt in Graz, 1901 Landesgerichtssekretär und von 1906 bis 1911 Landesgerichtsrat in dieser Stadt. Nach seinem Tod am 16. Dezember 1913 wurde seine Leiche in Zittau eingeäschert, die Urne ist im evangelischen Friedhof in Graz St. Peter bestattet.
Neben seinem Brotberuf als Jurist ließ sich Tauber als Maler ausbilden, eine Reihe von Landschaftsansichten sind erhalten, ein Bild des Hauptplatzes von Stainz 1866 befindet sich im Besitz der Marktgemeinde Stainz.
1908 ließ Hans Tauber ein Blockhaus oberhalb der Quellenanlage in Sauerbrunn bei Marhof errichten, die „Villa Tauber“. Sie wurde später von seiner Tochter Margarete als Ergänzung zur (1978 eingestellten) Gastwirtschaft in Bad Sauerbrunn als „Pension Vogrin“ geführt. Das Haus wurde 2021/22 von seiner Urenkelin restauriert.

## Werk
Tauber widmete sich der Erforschung der Hügelgräber in der Weststeiermark im Raum zwischen Stainz und Lannach. Hans Tauber gehört zu den ersten Ausgräbern, von denen die Grabhügel der Weststeiermark nach systematischen Methoden (z. B. sektorenweise Anschnitte) untersucht und beschrieben wurden. Seine Kenntnis einschlägiger Stellen wird auf die Fußwanderungen vom Bahnhof Lannach nach Stainz zurückgeführt, die zu seinen Reisen zwischen Graz und Stainz gehörten. Bereits zu seiner Zeit wurden Grabhügel ohne weitere Untersuchung von den einheimischen Bauern eingeebnet, um die Bearbeitung von landwirtschaftlichen Grundstücken zu vereinfachen. Reste dieser Stellen werden von ihm so beschrieben (z. B. durch die Vulgonamen der Bauernhöfe), dass diese Stellen später auffindbar blieben.

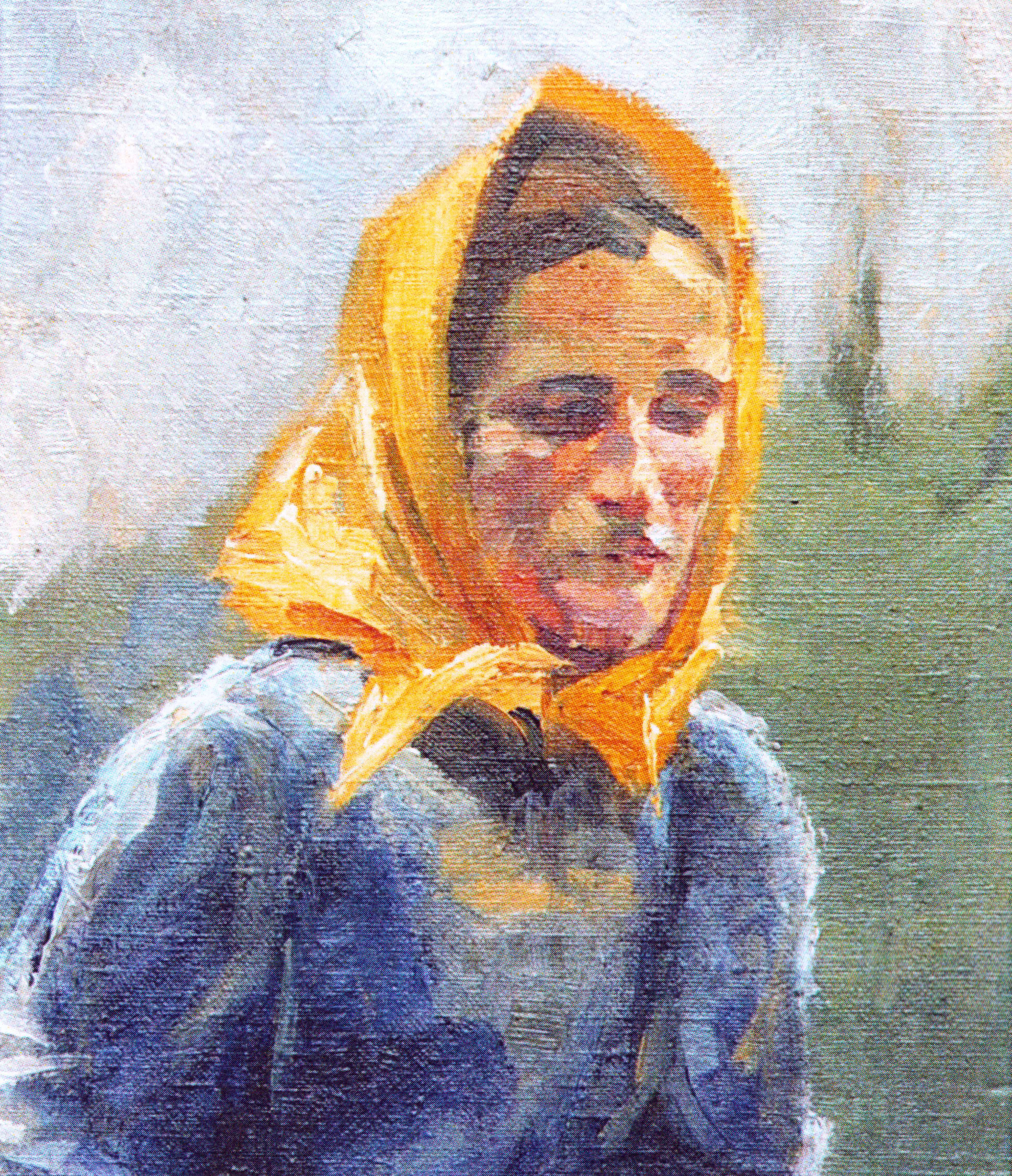
Anna Tauber, gemalt von Hans Tauber

Seine Erkenntnisse z. B. über die Ausgrabungen im Stallhofmüllerwald und Pletererwald bei Pichling und Georgsberg bei Stainz oder im Neuröllwald bei Zabernegg in Wetzelsdorf hielt er in Tagebüchern fest, die teilweise erhalten sind. Ein Teil einer Fibula aus Pichling im Joanneum konnte den Funden Hans Taubers zugeordnet werden.
Sein Leben wird mit dem Satz „Er war mehr Künstler als Landesgerichtsrat“ beschrieben. Dass eine kurze künstlerische Ausbildung in München erfolgt sein könnte, ist publiziert, aber nicht belegbar. Ein Aufenthalt bei Woldemar Toppelius (1858 Volga–1933 Helsingfors) in Norwegen ist belegt, ebenso eine Bekanntschaft mit Elias Pieter van Bommel. Nachweisbar ist eine Zusammenarbeit mit dem Kunsthistoriker Robert Graf, dem Schriftsteller Roda Roda und anderen Künstlern. Tauber war Mitglied der Vereinigung Bildender Künstler in der Steiermark und trat auch unter dem Pseudonym „Schrotthof“ auf. Ein Portraitbild Hans Taubers mit dem Titel „Der Landschaftsmaler“ wurde von Anton Marussig 1913 angefertigt, mit dem er gut bekannt war. Im Ruhestand studierte Tauber bei Paul Wilhelm Keller-Reutlingen in München. Eine Mitarbeit bei der Zeitschrift Jugend ist aus deren Heft 37 aus dem Jahr 1901 belegbar. Bei einer Gedächtnisausstellung in Graz 1914 waren 158 Exponate zu sehen. Die meisten seiner Bilder sind in Privatbesitz.
Im Rahmen seiner Forschungen beschäftigte er sich weiters mit der Numismatik der Steiermark. 1892 veröffentlichte er einen 186-seitigen Beitrag über die Münzstätte in Graz. Hans Tauber wird als Vorbesitzer einer Reihe von Münzen aus der Zeit der Familie Eggenberg im 17. Jahrhundert genannt.
Eine Sammlung von Gegenständen Hans Taubers wurde nach seinem Tod in einem Grazer Hotel versteigert. Inwieweit es sich dabei um archäologische Fundstücke, um Münzen oder verbliebene Bilder und Skizzen aus seinem Besitz handelte, ist nicht dokumentiert.

## Publikationen
- Archäologisches Tagebuch. Grabhügel in der Weststeiermark. Bearbeitet (Übertragung des kurrent geschriebenen Textes) von Karl Dudek. Graz, Vehling Verlag 2013. ISBN 978-3-85333-227-6.
- Steierische Vierteltaler und diesen ähnliche Stücke. In: Numismatische Gesellschaft in Wien (Hrsg.): Numismatische Zeitschrift. ISSN 0250-7838, ZDB-ID 203069-X. 26. Band, Selbstverlag, Wien 1894. S. 261–270.
- Zur Geschichte des steirischen Münzwesens in der Zeit nach dem Tode Leopold I. (5. Mai 1705) bis zum Ende der Grazer Münze (mit 2 Plänen). In: Numismatische Gesellschaft in Wien (Hrsg.): Numismatische Zeitschrift. 24. Band, Selbstverlag, Wien 1892 S. 171–356.
- Goldmünze des Kaisers Ferdinand I. In: Numismatische Gesellschaft in Wien (Hrsg.): Numismatische Zeitschrift. 26. Band, Selbstverlag Wien 1890. S. 145–156.
- Kommentar zum Beitrag Von den k. k. Münzstädten. In: Monatsblatt der numismatischen Gesellschaft in Wien. ISSN 0258-5669, ZDB-ID 511195-X. Band 1890, S. 436–438. Der zitierte Beitrag war ohne Namensnennung erschienen in: Provinzialnachrichten aus den kaiserl. königl. Staaten. (vollständig: Provinzialnachrichten aus den kaiserlich königlichen Staaten und Erbländern: Verordnungen, Polizey-, Handels-, Kunst-, Erwerb- und Oekonomie-, auch gelehrte Nachrichten enthaltend). Band 33, 23. October 1782, von Trattnern, Wien 1782. ZDB-ID 1078083-X. S. 493–495.
- Beschreibung der steierischen Münzen, insbesonders der Kippermünzen aus den Jahren 1617–1623. Anhang II zu: Arnold Luschin von Ebengreuth: Das lange Geld oder die Kipperzeit in der Steiermark. Mitteilungen des Historischen Vereins für Steiermark  ZDB-ID 345732-1 Band 38, Graz 1890. S. 59–75.